# Yechiva Har Hamor
 (février 2017).
Si vous disposez d'ouvrages ou d'articles de référence ou si vous connaissez des sites web de qualité traitant du thème abordé ici, merci de compléter l'article en donnant les références utiles à sa vérifiabilité et en les liant à la section « Notes et références ».

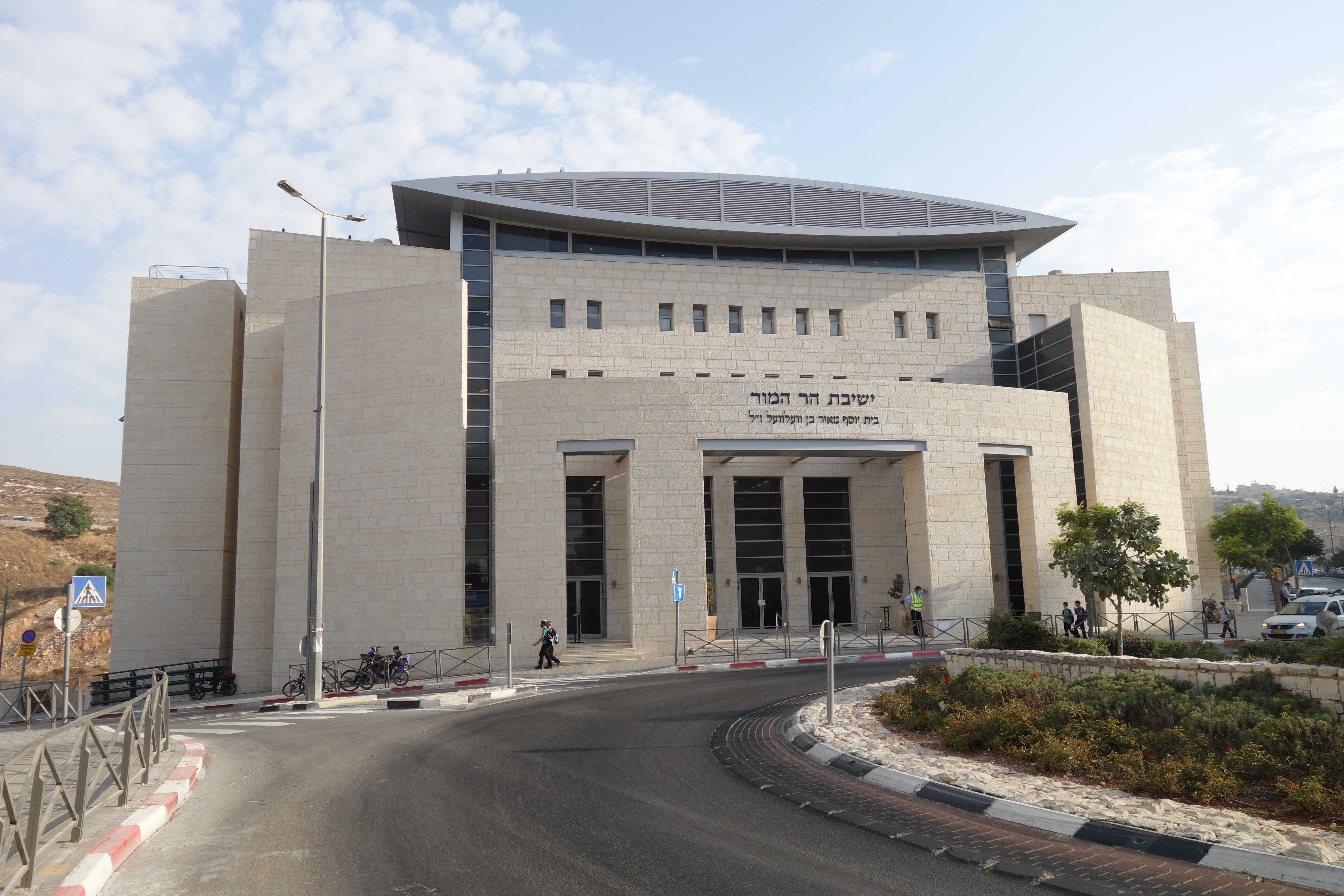
Le bâtiment de la Yechiva Har HaMor à Har 'Homa.

La Yechiva Har HaMor est une haute école d’étude juive localisée a Jérusalem appartenant au courant sioniste religieux. Le Président de la Yechiva est le rabbin Zvi Tau, et son directeur est le rabbin Amiel Sternberg. La Yechiva est l'une des plus éminentes du courant.
Fondé en 1997 dans le quartier de Kiryat Menachem à Jérusalem, elle emménagea plus tard dans le quartier de Bayit VeGan, et se trouve actuellement depuis 2008 dans le quartier de Kiryat Yovel à Jérusalem. Dans un avenir proche, la Yechiva doit emménager dans ses nouveaux bâtiments dans le quartier de Har 'Homa.

## L'histoire de la Yechiva
La Yechiva a été fondé après qu'un groupe de rabbins, dirigé par le Rabbin Tau, ont abandonné la Yechiva Merkaz Harav. La raison de leur retirement était des différences d'approches entre le Rosh yeshiva, le Rabbin Avraham Shapira et le Rabbin Zvi Thau. Le point de rupture a été l'opposition du Rabbin Tau contre l'ouverture d'un institut académique de formation pour enseignants au sein de la Yechiva.

## Idéologie
La Yechiva est dirigée dans l'esprit des enseignements du Rabbin Kook et de son fils le Rabbin Zvi Yehuda HaCohen Kook, donc sympathisant avec le sionisme et encourageant l'enrolement dans Tsahal et l'installation dans les implantations.